# Virginia Farmer
Nông dân Virginia (sinh ngày 19 tháng 10 năm 1975 tại San Luis Obispo, California, Hoa Kỳ) là một vận động viên bơi lội người Samoa người Mỹ, chuyên về các sự kiện tự do chạy nước rút. Ở tuổi ba mươi hai, Farmer đã ra mắt chính thức cho Thế vận hội Mùa hè 2008 tại Bắc Kinh, nơi cô thi đấu ở nội dung 50 m tự do nữ. Cô đã hoàn thành thứ ba trong sức nóng thứ tư bằng mười hai phần trăm giây (0,12) sau Senele Dlamini của Swaziland, với thời gian 28,82 giây. Nông dân, tuy nhiên, đã không thể tiến vào vòng bán kết, khi cô đã đặt sáu mươi hai trong số chín mươi hai người bơi trong bảng xếp hạng tổng thể.